# 大槻ナツ
大槻ナツ（おおつき なつ、1986年7月21日 - ）は北海道出身の元グラビアアイドル・タレント・歌手。旧芸名は河合ヒナ。

## 略歴
- 2004年に河合ヒナとしてデビュー。100センチKカップのバストとあどけなさの残るルックスを売りとしたグラビア活動を中心に、歌手としての活動も行った。
- 2007年までに9作のイメージDVDをリリース。その後、歌手としてライブ活動、およびダンスの講師などを中心に活動を行った。
- 2007年末からは、1950年代～80年代のR&Bやソウルミュージックのエンターテイメント集団であるエスコーツ(escorts)のボーカル（兼ダンサー）、H!NA（読みは「ヒナ」。または単にHINA、ダンサーとしての場合はＨ！Ｎ∀）としてライブ活動などを行った。特に、幼少期より携わっているダンスが得意なことから、メンバーからは「ダンスのH!NA」と呼ばれた[1]。
- 2009年3月、転倒による顔面強打が原因で治療入院、全治2ヶ月を要した。[2]
- 2011年1月、芸名を大槻ナツに変更[3][4]。
- 2011年5月、河合ヒナとしての活動終了と所属事務所エクセルヒューマンエイジェンシーの退所を報告した[5]。
- 2012年、池谷直樹主宰の「サムライ・ロック・オーケストラ」公演に参加[6]。
- 2016年12月1日、ブログにて、サムライ･ロック･オーケストラで共演した金子陽祐と入籍したことと、12月8日のライブをもって引退することを発表[7]。
- 2016年12月8日、六本木バニラムードでのライブ出演をもって引退。引退後もエスコーツ関係のライブに金子奈津子の名前で数回出演している[8]。
- 2018年8月31日、女児を出産[9]。

## 出演

### テレビ
- グラビアの美少女（MONDO21）
- 矢部美穂のオンナの蜜談（MONDO21）

### DVD
- ピュアスマイル 河合ヒナ（竹書房）／2004年12月17日
- g-girl fresh（マーレ）／2005年4月22日
- daisy（竹書房）／2005年7月22日
- Sweet Honey（フォーサイド）／2005年8月25日
- Perfect Collection（ライブドア）／2005年10月26日
- 100カラット（ラインコミュニケーションズ）／2006年1月26日
- LOVE HINA（エアーコントール）／2006年11月22日
- In Your Eyes（フォーサイド）／2007年3月22日
- Peach Pie（オルスタックピクチャーズ）／2007年5月29日

### 携帯サイト
- アイドルがイッパイ （アイパイ）

## 書籍

### 写真集
- はつひな（彩文館）／2005年10月24日

## エスコーツ(escorts)
エスコーツ（escorts）は2007年12月10日に、NATSU(当初はHINA名義）・Rumico・MAIの3名で結成した、1950年代～1980年代のモータウン・サウンドやソウルミュージック、ディスコのイベント・ライブ活動を行う人数不定のエンターテイメント集団。
ボーカルは、2チームに分かれており、NATSU（大槻ナツ）を始めとする「お姉さんチーム」と、MISA（渋木美沙）を始めとする「フレッシュチーム」から成る。初ライブは2008年2月8日。

### こだわり
◯ライブは生バンドでやる

◯オリジナル曲はやらない

◯口パクはやらない

◯R＆B/ソウル・ミュージックの醍醐味の1つであるコール＆レスポンスを大切にする

◯インターネット・ラジオ・雑誌・テレビ番組などを通じて、ポピュラー音楽のルーツであるR＆B/ソウル・ミュージックの素晴らしさを伝える活動をする

### メンバー
最盛期（2013年8月）

#### ボーカリスト
お姉さんチーム
- NATSU（大槻ナツ） - 結成時からのオリジナルメンバー。ダンシング・ティーチャーとしても活躍。
- AKIMI（亜希美） - 2010年12月加入。英語が得意。2012年12月からしばらく休業の後復帰[10]。

　　BLOG■https://ameblo.jp/akiminmi/
- MEG（坂間恵）正式メンバーではないが、レギュラーメンバーとして活動。

プレシャスチーム
- MISA（渋木美沙） - 2008年3月加入。初代フレッシュチームメンバー。当初はダンサーとしての参加だったが、後にヴォーカリストに昇格した[11]。（グループ内ユニットXCROSSメンバー）

　　BLOG■https://ameblo.jp/jmuinspae/
- MAYA(大城まや)GTガールズから2013年8月加入。

- MANA(岩崎真奈)GTガールズから2013年8月加入。

　　BLOG■https://ameblo.jp/mana0924/
フレッシュチーム
- REINA（築比地玲奈）- 2012年7月加入[12]
- INOA（祈愛） - 2011年3月加入、2012年5月14日より休業中[13]。

#### バックバンド
- Fuji（冨士忠洋） - ギター
- LEWIS（ルイス） - ベース
- MIWA（松井美和） - キーボード
- Miyaji（宮嶋俊哉） - パーカッション
- Koutaro（武田光太郎） - ドラム

#### 卒業メンバー
ヴォーカリスト
お姉さんチーム
- MAI（西京舞） - 結成時メンバー。2011年5月29日で脱退[14]。
- Rumico - 結成時メンバー。2008年10月で脱退[11]。
- KAORU（澄谷薫） - 2008年12月加入。元レースクイーン。2013年6月30日卒業。

フレッシュチーム 
- YU（沢井結羽）- 初代フレッシュチームメンバー。
- MOMO（桃井美咲）
- MINATO（綾咲みなと）
- NaNa
- YOU
- AYA
- YUI（いずみ唯）
- SAWAKO（藤堂さわこ） - 2009年8月加入。2013年6月23日卒業。（グループ内ユニットXCROSSメンバーとして渋木美沙と活動）

ダンサー
- Ayumi （初代）[11]
- Eriko　（初代）[11]
- Rino（白根りの）[11]

バンドメンバー
- Daisuke（ベース）
- Taka（ドラムス）

#### 所属事務所の解消
2014年5月12日未明、㈱シーズファクトリー社長でエスコーツ代表の黒田高広氏の死去に伴い所属事務所は解消した。
※2021年9月現在、定期的なライブ活動は行っていないが、渋木美沙を中心に脱退メンバー数名を加えた形で活動中である。年数回の企業パーティーや自治体などのイベントに参加するほか、クリスマスライブなどを開催している。